# Пак Йон Чин
Пак Йон Чин (кор. 박연진; нар. 16 квітня 1985) — південнокорейська борчиня вільного стилю, бронзова призерка чемпіонату Азії.

## Життєпис
Боротьбою почала займатися з 2000 року.
Тренер — Ву Йон Кім.

## Спортивні результати на міжнародних змаганнях

### Виступи на Чемпіонатах світу
| Змагання                        | Збірна         | Вагова категорія          | Місце |
| ------------------------------- | -------------- | ------------------------- | ----- |
| Чемпіонат світу з боротьби 2006 | Південна Корея | жіноча боротьба, до 51 кг | 7     |

### Виступи на Чемпіонатах Азії
| Змагання                       | Збірна         | Вагова категорія          | Місце  |
| ------------------------------ | -------------- | ------------------------- | ------ |
| Чемпіонат Азії з боротьби 2007 | Південна Корея | жіноча боротьба, до 51 кг | Бронза |

### Виступи на змаганнях молодших вікових груп
| Змагання                                     | Збірна         | Вагова категорія          | Місце |
| -------------------------------------------- | -------------- | ------------------------- | ----- |
| Чемпіонат Азії з боротьби серед юніорів 2005 | Південна Корея | жіноча боротьба, до 48 кг | 5     |